# 井原芳隆
井原 芳隆（いはらよしたか、1945年10月18日 - ）は、日本の実業家。元三井製糖取締役社長。

## 経歴・人物
神奈川県鎌倉市出身。鎌倉市立第一小学校、鎌倉市立御成中学校、鎌倉学園高等学校、慶應義塾大学法学部政治学科卒業。義父は、三興電機製作所代表取締役会長の橋爪多喜致。
大学卒業後、1968年三井物産に入社。三井製糖の代表取締役参与を経て、2002年に同社の社長に就任した。旧態依然であった製糖業界の刷新を目標に掲げ、当時業界5位であった台糖との業務提携、さらにこれに地方の製糖企業であったケイ・エスを迎えて、2004年には3社合併を達成し、自ら新生三井製糖の社長に就いた。
2010年、合併に伴う事業基盤の整備に一定の目途がついたことから、当時三井物産常務執行役員であった飯田雅明に社長の職を譲り、取締役相談役へと退いた。
ザ・ワイルドワンズのリーダーで作曲家の加瀬邦彦は大学時代の2つ上の先輩にあたり、加瀬が亡くなるまで交流があったことを語っている。また島英二を加瀬に紹介し、島がザ・ワイルドワンズに加入する道筋をつけたのも井原であったという。